# SB 35d
Die Dampflokomotivreihe SB 35d war eine Schlepptenderlokomotivreihe der Südbahngesellschaft (SB), einer privaten Bahngesellschaft Österreich-Ungarns.
Da sich die Reihen SB 35a, 35b und 35c gut bewährten, wollte die SB weitere, ähnliche Maschinen beschaffen.
Unter der Leitung von Louis Adolf Gölsdorfs wurden 21 Stück bei der Wiener Neustädter Lokomotivfabrik von 1883 bis 1897 beschafft.
Sie unterschieden sich von den anderen 35er-Reihen durch die Vakuumbremse mit den Schalldämpfern am Führerhausdach und den Sanddom am Kesselscheitel.
Einige Maschinen hatten die sogenannte Gebirgsvakuumbremse, bei der jedoch, wie bei der abgebildeten Maschine, die Schalldämpfer nicht am Führerhausdach angebracht waren.
Nach 1924 kamen alle Maschinen dieser Reihe nach Italien, wo sie die Reihenbezeichnung FS 423 erhielten.